# California Office of Environmental Health Hazard Assessment
Das Office of Environmental Health Hazard Assessment, allgemein als OEHHA bezeichnet, ist eine spezialisierte Abteilung innerhalb der California Environmental Protection Agency (CalEPA) auf Kabinettsebene, die für die Bewertung von Gesundheitsrisiken durch chemische Umweltverschmutzungen verantwortlich ist.
Die OEHHA ist der wissenschaftliche Berater innerhalb von CalEPA und stellt die Beurteilung von Gesundheitsrisiken zur Verfügung, die regulatorische Entscheidungsträger innerhalb von CalEPA, dem California Department of Public Health und anderen Behörden und Nichtregierungsorganisationen unterstützen. Dazu gehört auch die Bewertung von Gesundheits- und Umweltrisiken aus:
- Karzinogene
- Reproduktionstoxine (z. B. Teratogene)
- Luftverschmutzung
- Pestizide
- Chemische Verunreinigungen in Lebensmitteln und Wasser
- Chemische Belastung am Arbeitsplatz
- Klimawandel in Kalifornien

## In den Medien
Im Mai 2009 schlug Gouverneur Arnold Schwarzenegger vor, die Funktionen von OEHHA (und anderen Agenturen) als Teil seiner Mai-Revise für den Haushalt 2009–2010 zu "eliminieren und zu übertragen".  Details über die Übertragung von Funktionen einschließlich Mandate, Finanzierung, Personalressourcen und die neue Hauptagentur sind nur begrenzt verfügbar gewesen.
Die Beseitigung der OEHHA wird aus mehreren Gründen nur geringfügige Auswirkungen auf die Haushaltsprobleme haben:
1. Der Haushalt der OEHHA ist im Vergleich zum Staatsdefizit sehr klein (1/500. von 1 % des Gesamtfonds oder 1/50.000.); 8,3 Mio. $ des Budgets der OEHHA sind im Allgemeinen Fonds
2. etwa die Hälfte des Budgets der OEHHA wird durch Sonderfonds (z. B. Proposition 65, Biomonitoring) finanziert
3. staatliche Mandate, deren Übertragung auf andere Agenturen oder Abteilungen noch finanzierungsbedürftig sein wird.

Durch eine Anordnung des Gouverneurs im Februar 2009 sind alle Staatsangestellten zwei Tage im Monat auf Urlaub, oder zwei Tage frei ohne Bezahlung, was einer Lohnkürzung von 10 % entspricht. Am 28. Mai 2009 schlug Gouverneur Schwarzenegger eine zusätzliche Lohnkürzung von 5 % für alle Staatsangestellten (ohne Anpassung der Zahl der Arbeitstage) vor, was zu einer Lohnkürzung von insgesamt 15 % führte; diese zusätzliche Kürzung muss vom Gesetzgeber genehmigt werden.

## Geschichte
Die OEHHA wurde in ihrer jetzigen Form am 17. Juli 1991 von Gouverneur Pete Wilson mit der Gründung von Cal/EPA gegründet. OEHHA entstand in den 1950er Jahren für die Luftepidemiologie im Department of Public Health und entwickelte sich im Laufe der Zeit mit zunehmendem öffentlichen Umweltbewusstsein. OEHHA ist der kleinste der sechs Organe, Abteilungen und Büros innerhalb von Cal/EPA. OEHHA hat keine Regulierungsbehörde, bleibt aber die Risikobeurteilung und der wissenschaftliche Arm von Cal/EPA und bietet gesundheitsschützende wissenschaftliche Beratung für Cal/EPA. Darüber hinaus ist OEHHA die führende Agentur für die Umsetzung von Proposition 65, einer 1986 genehmigten Stimmzettelmaßnahme mit dem Titel The Safe Drinking Water and Toxic Enforcement Act of 1986. Das sehr erfahrene Expertenteam genießt in der wissenschaftlichen Fachwelt hohes Ansehen und wurde in mehr als zwanzig Jahren aufgebaut. Die Qualität und Tiefe des Engagements von OEHHA für öffentliche Gesundheit, Umwelt und solide Wissenschaft wird durch die wissenschaftliche Qualität der erstellten Gefährdungsbeurteilungen deutlich.
Die OEHHA hat ihren Hauptsitz im Cal/EPA-Gebäude in Sacramento und verfügt über ein Büro im Oakland Elihu Harris State Building. Vor dem Bau des Staatsgebäudes befand sich das Büro in Oakland gegenüber der University of California, Berkeley; OEHHA unterhält akademische Beziehungen zu dieser Institution.